# Lethrinus atkinsoni
Lethrinus atkinsoni és una espècie de peix pertanyent a la família dels letrínids.

## Descripció
- Pot arribar a fer 50 cm de llargària màxima (normalment, en fa 32,5).
- 10 espines i 9 radis tous a l'aleta dorsal i 3 espines i 8 radis tous a l'anal.
- És de color gris blavós, marró o groguenc a la part dorsal i blanc a la zona ventral.
- El cap és marró i els llavis vermells.
- Les aletes són pàl·lides, groguenques, ataronjades o vermelloses.[2][3][4]

## Alimentació
Menja principalment crustacis, mol·luscs i peixos.

## Hàbitat
És un peix marí, associat als esculls i de clima tropical (28°N-25°S) que viu fins als 30 m de fondària (normalment, entre 2 i 18).

## Distribució geogràfica
Es troba al Pacífic: des d'Indonèsia i les Filipines fins al sud del Japó, Austràlia i les illesTuamotu.

## Longevitat
La seua esperança de vida és de 24 anys.

## Observacions
És inofensiu per als humans i es comercialitza fresc.